# Nordheimer Kreuzberg

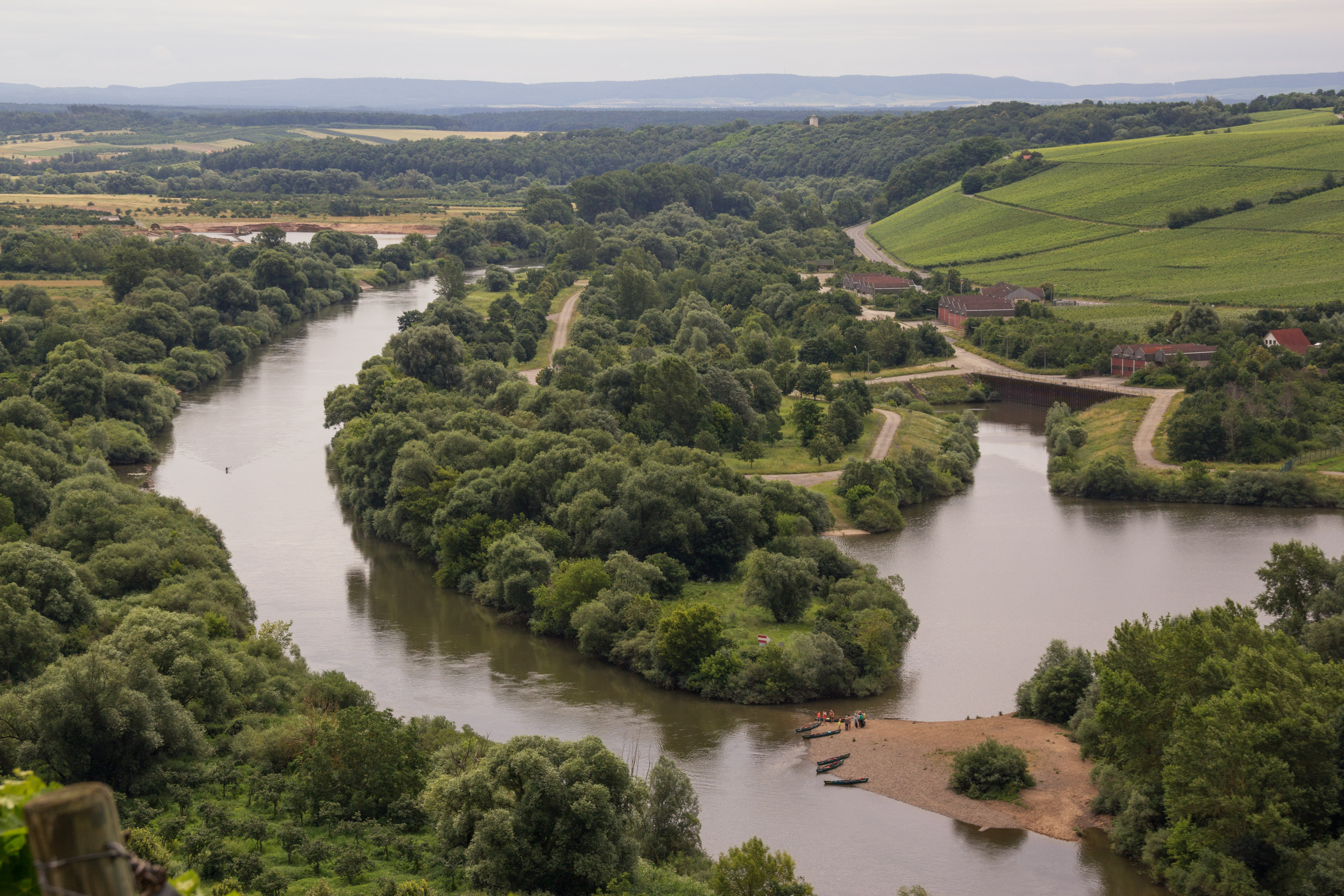
Die Weinberge der Lage Kreuzberg auf der rechten Seite

Nordheimer Kreuzberg ist eine der bekanntesten Weinlagen im Anbaugebiet Franken. Sie liegt in der Gemarkung von Nordheim am Main im unterfränkischen Landkreis Kitzingen.

## Geografische Lage und Geologie
Die Weinlage befindet sich auf der sogenannten Weininsel nahe dem Dorf Nordheim am Main. Sie nimmt den nordöstlichen Teil des 287 m hohen, gleichnamigen Berges ein, der den Mittelpunkt der Insel bildet. Im Norden und Nordosten begrenzt der Main die Weinlage, auf der gegenüberliegenden Flussseite liegt die Weinlage Astheimer Karthäuser. Östlich befinden sich das Naturschutzgebiet Wald an der Hallburg und die Lage Hallburger Schlossberg, während im Süden die Weinberge des Sommeracher Rosenbergs angrenzen. Der Westen wird vom Nordheimer Vögelein eingenommen.
Der Nordheimer Kreuzberg nimmt heute eine Fläche von etwa 91 ha ein und ist Teil der Großlage Volkacher Kirchberg im Bereich Volkacher Mainschleife. Die Fläche verringerte sich seit dem Beginn des 21. Jahrhunderts auf beinahe die Hälfte (2004 170 ha). Die Lage ist nach Norden und Nordwesten ausgerichtet und wurde in Teilen mit 25 % Steigung an etwas steileren Hängen als das benachbarte Vögelein angelegt. Am Hang herrscht ein heterogenes Kleinklima, das die Bewirtschaftung erschwert. Die Weintrauben wachsen auf Böden des Muschelkalks, an der Hangspitze der Lage ist außerdem Lettenkeuper zu finden.

## Geschichte

### Lage
Der Weinbau ist seit dem Beginn des 10. Jahrhunderts an der Mainschleife nachgewiesen. Bereits in der Urkunde von 918, in der Nordheim erstmals Erwähnung fand, ist die Rede von Weinbergen in der Gemarkung. Das Kloster Münsterschwarzach, das seinen Einfluss über das Dorf in den späteren Jahrhunderten festigen konnte, war einer der Mittelpunkte des fränkischen Weinbaus im Mittelalter. Die Mönche benötigten einerseits für die liturgischen Handlungen Wein, andererseits war der Verkauf ein wichtiger wirtschaftlicher Faktor.
Nach der Auflösung des Klosters im Zuge der Säkularisation zu Beginn des 19. Jahrhunderts geriet der Weinbau in Nordheim in eine Krise. Die Rebstöcke waren überaltert, das Kloster fiel als Absatzmarkt weg. In den Jahren zuvor hatte man auch schlechtere Lagen mit Reben bestockt. Ab 1900 tauchte die Reblaus in Nordheim auf und viele Weinberge wurden aufgegeben. Erst in den 1980er Jahren konnte sich der Weinanbau stabilisieren.
Noch im 20. Jahrhundert bestand die Gemarkung Nordheim aus insgesamt 25 Weinlagen mit unterschiedlichen Namen. Der östliche Teil der von Weinbergen bestandenen Gemarkung wurde von acht Einzellagen eingenommen. Darunter haben sich die Lagen Am Volkacher Weg und Am Hallburger Weg als Straßennamen im Ort erhalten. In Ausführung des Weingesetzes von 1971 wurden alle östlichen Lagen zur Einzellage Nordheimer Kreuzberg zusammengefasst.

### Namensherkunft
Die Herkunft des Namens Kreuzberg für die Weinlage und den Berg selbst ist unklar. Eventuell geht er auf slawische oder wendische Siedler zurück, die die Rodung des Waldes am Berg vorantrieben und die Weinberge anlegten. Im Althochdeutschen nannte man den Berg deshalb wahrscheinlich Gereutsberg (von reut für Rodung). Die ältere Literatur geht davon aus, dass sich ein christlicher Kultort am Hang befand. Vielleicht war dort ein Kreuz gegen Unglücke bei der Weinlese aufgerichtet.

## Weingüter (Auswahl)
Mehrere renommierte Weingüter besitzen heute Rebstöcke um Nordheim. Neben einigen lokal anerkannten Betrieben gibt es auch etliche überregional bekannte Weinbauern und ausgezeichnete Güter:
- Weingut Borst, Nordheim
- Weingut am Kreuzberg, Nordheim[8]
- Weingut Glaser-Himmelstoss, Dettelbach und Nordheim
- DIVINO Nordheim Thüngersheim eG, Nordheim